# Discografia di Gemitaiz
La discografia di Gemitaiz, rapper italiano, è composta da sei album in studio, una raccolta, oltre dieci mixtape, un EP e oltre quaranta singoli, pubblicati tra il 2009 e il 2023.

## Album

### Album in studio
| Anno | Titolo | Classifiche | Classifiche | Certificazioni     |
| Anno | Titolo | ITA         | SWI         | Certificazioni     |
| ---- | --- | ----------- | ----------- | ------------------ |
| 2013 | L'unico compromesso - Pubblicazione: 28 maggio 2013 - Etichetta: Tanta Roba - Formato: CD, download digitale, streaming              | 3           | —           | - ITA: Oro         |
| 2014 | Kepler (con MadMan) - Pubblicazione: 24 maggio 2014 - Etichetta: Tanta Roba - Formato: CD, download digitale, streaming              | 1           | —           | - ITA: Platino     |
| 2016 | Nonostante tutto - Pubblicazione: 22 gennaio 2016 - Etichetta: Tanta Roba - Formato: CD, download digitale, streaming                | 1           | 56          | - ITA: Platino (3) |
| 2018 | Davide - Pubblicazione: 20 aprile 2018 - Etichetta: Tanta Roba - Formato: CD, LP, download digitale, streaming                       | 1           | —           | - ITA: Platino (3) |
| 2019 | Scatola nera (con MadMan) - Pubblicazione: 20 settembre 2019 - Etichetta: Tanta Roba - Formato: CD, LP, download digitale, streaming | 1           | 99          | - ITA: Platino     |
| 2022 | Eclissi - Pubblicazione: 13 maggio 2022 - Etichetta: Tanta Roba, Island - Formato: CD, LP, download digitale, streaming              | 1           | —           | - ITA: Platino     |

### Raccolte
| Anno | Titolo |
| ---- | --- |
| 2018 | QVC Collection - Pubblicazione: 30 marzo 2018 - Etichetta: Tanta Roba - Formato: LP, download digitale, streaming |

## Mixtape
| Anno | Titolo | Classifiche | Classifiche | Certificazioni |
| Anno | Titolo | ITA         | SWI         | Certificazioni |
| ---- | --- | ----------- | ----------- | -------------- |
| 2009 | Quello che vi consiglio mixtape - Pubblicazione: 16 ottobre 2009 - Etichetta: Honiro Label - Formato: download digitale           | —           | —           |                |
| 2010 | Quello che vi consiglio vol. 2 - Pubblicazione: 16 novembre 2010 - Etichetta: Honiro Label - Formato: CD, download digitale       | —           | —           |                |
| 2011 | Xtreme Quality Mixtape (con Canesecco) - Pubblicazione: 28 maggio 2011 - Etichetta: Honiro Label - Formato: CD, download digitale | —           | —           |                |
| 2011 | Haterproof (con MadMan) - Pubblicazione: 15 ottobre 2011 - Etichetta: Honiro Label - Formato: CD, download digitale               | —           | —           |                |
| 2012 | Quello che vi consiglio III - Pubblicazione: 13 luglio 2012 - Etichetta: Honiro Label - Formato: CD, download digitale            | —           | —           |                |
| 2013 | Quello che vi consiglio vol. 4 - Pubblicazione: 18 ottobre 2013 - Etichetta: Tanta Roba - Formato: download digitale              | —           | —           |                |
| 2014 | QVC Vol. 5 Mixtape - Pubblicazione: 30 dicembre 2014 - Etichetta: Tanta Roba - Formato: download digitale                         | —           | —           |                |
| 2015 | QVC6 - Pubblicazione: 20 novembre 2015 - Etichetta: Tanta Roba - Formato: download digitale                                       | —           | —           |                |
| 2016 | QVC7 - Pubblicazione: 30 dicembre 2016 - Etichetta: Tanta Roba - Formato: download digitale                                       | —           | —           |                |
| 2018 | QVC8 - Pubblicazione: 28 dicembre 2018 - Etichetta: Tanta Roba - Formato: download digitale, streaming                            | 17          | —           | - ITA: Platino |
| 2020 | QVC9 - Pubblicazione: 6 novembre 2020 - Etichetta: Tanta Roba - Formato: download digitale, streaming                             | 2           | 68          | - ITA: Platino |
| 2023 | QVC 10 - Pubblicazione: 15 dicembre 2023 - Etichetta: Tanta Roba, Island - Formato: CD, LP, download digitale, streaming          | 1           | 26          | - ITA: Platino |

## Extended play
| Anno | Titolo |
| ---- | --- |
| 2012 | Detto, fatto. (con MadMan) - Pubblicazione: 30 novembre 2012 - Etichetta: Honiro Label - Formato: CD, download digitale, streaming |

## Singoli

### Come artista principale
| Anno                                                                                               | Titolo                                   | Classifiche | Certificazioni     | Album di provenienza        |
| Anno                                                                                               | Titolo                                   | ITA         | Certificazioni     | Album di provenienza        |
| -------------------------------------------------------------------------------------------------- | ---------------------------------------- | ----------- | ------------------ | --------------------------- |
| 2013                                                                                               | Fuori di qua (Out of My Way, Pt. 2)      | 18          |                    | L'unico compromesso         |
| 2014                                                                                               | Non se ne parla (con MadMan)             | 12          | - ITA: Oro         | Kepler                      |
| 2014                                                                                               | Instagrammo (con MadMan feat. Coez)      | —           | - ITA: Oro         | Kepler                      |
| 2015                                                                                               | Bene                                     | 62          | - ITA: Platino (2) | Nonostante tutto            |
| 2016                                                                                               | Forte                                    | 82          | - ITA: Platino     | Nonostante tutto            |
| 2016                                                                                               | Giù (resto qua)/Fabio Volo               | —           | - ITA: Oro         | Nonostante tutto Reloaded   |
| 2016                                                                                               | Coma (feat. Viktor Kwality)              | 75          |                    | Nonostante tutto Reloaded   |
| 2017                                                                                               | Oro e argento                            | 2           | - ITA: Platino     | Davide                      |
| 2017                                                                                               | Fuori                                    | 5           | - ITA: Platino     | Davide                      |
| 2018                                                                                               | Tanta Roba Anthem (feat. Gué Pequeno)    | 17          | - ITA: Oro         | Davide                      |
| 2018                                                                                               | Davide (feat. Coez)                      | 2           | - ITA: Platino (4) | Davide                      |
| 2018                                                                                               | Keanu Reeves (feat. Achille Lauro)       | 16          | - ITA: Platino     | Davide                      |
| 2018                                                                                               | Rollin'                                  | 12          | - ITA: Oro         | QVC8                        |
| 2018                                                                                               | Senza di me (con Venerus e Franco126)    | 9           | - ITA: Platino (3) | QVC8                        |
| 2019                                                                                               | Veleno VII (con MadMan)                  | 1           | - ITA: Platino (2) | Scatola nera                |
| 2019                                                                                               | Scatola nera (con MadMan feat. Giorgia)  | 13          | - ITA: Oro         | Scatola nera                |
| 2020                                                                                               | Bianco/Gospel (con Mace)                 | —           |                    | /                           |
| 2020                                                                                               | Mama (feat. Nitro)                       | 4           | - ITA: Platino     | QVC9                        |
| 2021                                                                                               | La prossima volta (64 Bars)              | 89          |                    | Red Bull 64 Bars, the Album |
| 2022                                                                                               | Eclissi (feat. Neffa)                    | 49          | - ITA: Oro         | Eclissi                     |
| 2022                                                                                               | Pochette (feat. Noyz Narcos)             | 23          | - ITA: Oro         | Eclissi                     |
| 2023                                                                                               | Colpevole (feat. Franco126 e Lil Kvneki) | 53          |                    | QVC 10                      |
| "—" indica una pubblicazione che non si è classificata o che non è stata pubblicata in quel Paese. |                                          |             |                    |                             |

### Come artista ospite
| Anno                                                                                               | Titolo                                                                      | Classifiche | Certificazioni     | Album di provenienza          |
| Anno                                                                                               | Titolo                                                                      | ITA         | Certificazioni     | Album di provenienza          |
| -------------------------------------------------------------------------------------------------- | --------------------------------------------------------------------------- | ----------- | ------------------ | ----------------------------- |
| 2014                                                                                               | Dolore nelle rime (3D feat. CaneSecco e Gemitaiz)                           | —           |                    | Xtreme Quality Mixtape        |
| 2015                                                                                               | Seven (Caneda feat. Fedez, J-Ax, Gemitaiz, Rocco Hunt, Baby K e Emis Killa) | —           |                    | /                             |
| 2016                                                                                               | La pula bussò 2016 (Fabri Fibra feat. Gemitaiz)                             | —           |                    | Tradimento 10 anni - Reloaded |
| 2017                                                                                               | Occhiali scuri (Coez feat. Gemitaiz)                                        | —           |                    | Faccio un casino              |
| 2017                                                                                               | Papparapa' (Nerone feat. Salmo e Gemitaiz)                                  | 63          | - ITA: Oro         | Max                           |
| 2018                                                                                               | Thoiry Remix (Achille Lauro feat. Gemitaiz, Quentin40 e Puritano)           | 36          | - ITA: Platino (2) | Pour l'amour                  |
| 2019                                                                                               | Giornate vuote (Frenetik & Orang3 feat. Gemitaiz)                           | 13          | - ITA: Oro         | Zerosei                       |
| 2019                                                                                               | Cuore rotto (Rocco Hunt feat. Gemitaiz)                                     | 97          |                    | /                             |
| 2019                                                                                               | Non ho più amici (CoCo feat. Gemitaiz)                                      | —           |                    | Acquario                      |
| 2019                                                                                               | Good Vibes (Nayt feat. Gemitaiz)                                            | 68          |                    | /                             |
| 2020                                                                                               | Non è la fine (Elodie feat. Gemitaiz)                                       | 63          |                    | This Is Elodie                |
| 2020                                                                                               | Britney nel 2007 (Mostro feat. Gemitaiz)                                    | —           |                    | Sinceramente mostro           |
| 2020                                                                                               | Kriminal (Shablo feat. Gemitaiz, Samurai Jay e Gué Pequeno)                 | 22          |                    | /                             |
| 2020                                                                                               | Fra me e te (Anna Tatangelo feat. Gemitaiz)                                 | —           |                    | Anna zero                     |
| 2021                                                                                               | Mi accendo (Brusco feat. Gemitaiz)                                          | —           |                    | Mappamondo                    |
| 2021                                                                                               | Un sec (Nerone feat. Nitro e Gemitaiz)                                      | —           |                    | Maxtape                       |
| 2021                                                                                               | Un pezzo di universo (Gemello feat. Coez e Gemitaiz)                        | —           |                    | La quiete                     |
| 2021                                                                                               | Non mi regolo (Briga feat. Gemitaiz e Il Tre)                               | —           |                    | Lunga vita                    |
| 2022                                                                                               | Privacy (DJ Jay-K feat. Gemitaiz e MV Killa)                                | —           |                    | /                             |
| 2022                                                                                               | Bottiglie rotte (Mostro feat. Emis Killa e Gemitaiz)                        | —           |                    | The Illest Vol. 3             |
| 2022                                                                                               | Fuori dai guai (Noemi feat. Gemitaiz)                                       | —           |                    | /                             |
| 2023                                                                                               | Marciapiedi (LoveGang126 feat. Gemitaiz)                                    | —           |                    | Cristi e diavoli              |
| 2024                                                                                               | Non odiare mai (Stabber feat. Coez, Noyz Narcos e Gemitaiz)                 | —           |                    | Trueno                        |
| 2024                                                                                               | Berlino (Naska feat. Gemitaiz)                                              | —           |                    | The Freak Show                |
| 2024                                                                                               | Fuoco di paglia (Mace feat. Marco Mengoni, Frah Quintale e Gemitaiz)        | 29          | - ITA: Oro         | Māyā                          |
| 2024                                                                                               | Banda Kawasaki (Achille Lauro feat. Salmo e Gemitaiz)                       | 80          |                    | /                             |
| 2024                                                                                               | Fdtck - Red Bull Posse (Stabber feat. Gemitaiz, Nicola Siciliano e Joshua)  | —           |                    | /                             |
| 2025                                                                                               | Nun piagne (Briga feat. Gemitaiz)                                           | —           |                    | Sentimenti                    |
| "—" indica una pubblicazione che non si è classificata o che non è stata pubblicata in quel Paese. |                                                                             |             |                    |                               |

## Altri brani entrati in classifica e/o certificati
| Anno                                                                                               | Titolo                                          | Classifiche | Certificazioni     | Album di provenienza      |
| Anno                                                                                               | Titolo                                          | ITA         | Certificazioni     | Album di provenienza      |
| -------------------------------------------------------------------------------------------------- | ----------------------------------------------- | ----------- | ------------------ | ------------------------- |
| 2012                                                                                               | Non cambio mai (con MadMan)                     | ―           | - ITA: Oro         | Detto, fatto.             |
| 2013                                                                                               | Pistorius (feat. MadMan)                        | ―           | - ITA: Oro         | L'unico compromesso       |
| 2014                                                                                               | Blue Sky (con MadMan)                           | —           | - ITA: Platino (2) | Kepler                    |
| 2014                                                                                               | Sempre in giro (con MadMan e Gué Pequeno)       | 92          | - ITA: Oro         | Kepler                    |
| 2014                                                                                               | Haterproof 2 (con MadMan)                       | 15          | - ITA: Oro         | Kepler                    |
| 2016                                                                                               | Inedito (con Pedar Poy e MadMan)                | 71          |                    | QVC6                      |
| 2016                                                                                               | Intro                                           | —           | - ITA: Oro         | Nonostante tutto          |
| 2016                                                                                               | Scusa                                           | —           | - ITA: Platino     | Nonostante tutto          |
| 2016                                                                                               | Nonostante tutto                                | —           | - ITA: Oro         | Nonostante tutto          |
| 2016                                                                                               | Preso male (feat. MadMan)                       | —           | - ITA: Platino     | Nonostante tutto          |
| 2016                                                                                               | Non lo so                                       | —           | - ITA: Oro         | Nonostante tutto          |
| 2016                                                                                               | È inutile                                       | —           | - ITA: Oro         | Nonostante tutto          |
| 2016                                                                                               | Non me ne vado (feat. Emis Killa)               | 90          |                    | Nonostante tutto          |
| 2016                                                                                               | Hangover                                        | —           | - ITA: Oro         | Nonostante tutto Reloaded |
| 2018                                                                                               | Paradise Lost                                   | 21          | - ITA: Oro         | Davide                    |
| 2018                                                                                               | Un giro con noi                                 | 54          |                    | Davide                    |
| 2018                                                                                               | Pezzo trap (feat. Fabri Fibra)                  | 23          | - ITA: Oro         | Davide                    |
| 2018                                                                                               | Chiamate perse                                  | 38          | - ITA: Oro         | Davide                    |
| 2018                                                                                               | Holy Grail (feat. MadMan)                       | 22          | - ITA: Oro         | Davide                    |
| 2018                                                                                               | Diverso                                         | 44          | - ITA: Oro         | Davide                    |
| 2018                                                                                               | Questa qua                                      | 76          |                    | Davide                    |
| 2018                                                                                               | Alaska (feat. Priestess)                        | 50          | - ITA: Oro         | Davide                    |
| 2018                                                                                               | Lo sai che ci penso                             | 37          | - ITA: Platino     | Davide                    |
| 2018                                                                                               | Buonanotte                                      | 83          |                    | Davide                    |
| 2018                                                                                               | Toradol                                         | 12          | - ITA: Platino     | QVC8                      |
| 2018                                                                                               | Bad Boys (feat. Ketama126)                      | 20          |                    | QVC8                      |
| 2018                                                                                               | Giuro che (feat. Priestess & Quentin40)         | 16          | - ITA: Oro         | QVC8                      |
| 2018                                                                                               | Che ci faccio                                   | 23          |                    | QVC8                      |
| 2019                                                                                               | Fuori e dentro (con MadMan feat. Thasup)        | 2           | - ITA: Platino     | Scatola nera              |
| 2019                                                                                               | Esagono (con MadMan feat. Salmo)                | 6           | - ITA: Oro         | Scatola nera              |
| 2019                                                                                               | Karate (con MadMan feat. Mahmood)               | 8           | - ITA: Oro         | Scatola nera              |
| 2019                                                                                               | Come me (con MadMan)                            | 12          |                    | Scatola nera              |
| 2019                                                                                               | Californication (con MadMan)                    | 20          |                    | Scatola nera              |
| 2019                                                                                               | Fiori (con MadMan feat. Gué Pequeno, Marracash) | 9           | - ITA: Oro         | Scatola nera              |
| 2019                                                                                               | ¥€$ (con MadMan)                                | 14          |                    | Scatola nera              |
| 2019                                                                                               | Che ore sono (con MadMan feat. Venerus)         | 18          |                    | Scatola nera              |
| 2019                                                                                               | Un'altra notte (con MadMan feat. Priestess)     | 24          |                    | Scatola nera              |
| 2019                                                                                               | Tutto ok (con MadMan)                           | 32          |                    | Scatola nera              |
| 2020                                                                                               | QVC9                                            | 19          |                    | QVC9                      |
| 2020                                                                                               | Noi siamo così                                  | 21          |                    | QVC9                      |
| 2020                                                                                               | Mondo di fango                                  | 10          | - ITA: Platino     | QVC9                      |
| 2020                                                                                               | In una Benz (feat. Fabri Fibra)                 | 16          |                    | QVC9                      |
| 2020                                                                                               | Fuck/Peace                                      | 25          |                    | QVC9                      |
| 2020                                                                                               | Alright (feat. Emis Killa e Geolier)            | 13          |                    | QVC9                      |
| 2020                                                                                               | Marte (feat. Izi)                               | 17          |                    | QVC9                      |
| 2020                                                                                               | Russian Roulette                                | 34          |                    | QVC9                      |
| 2020                                                                                               | Fair (feat. MadMan)                             | 30          |                    | QVC9                      |
| 2020                                                                                               | Rollercoaster (feat. Carl Brave)                | 31          |                    | QVC9                      |
| 2020                                                                                               | Più di così (feat. D'African)                   | 47          |                    | QVC9                      |
| 2020                                                                                               | Money Money (feat. Speranza ed Ensi)            | 41          |                    | QVC9                      |
| 2020                                                                                               | <3                                              | 43          |                    | QVC9                      |
| 2020                                                                                               | Ehy (feat. Priestess e Chadia Rodríguez)        | 52          |                    | QVC9                      |
| 2020                                                                                               | Si va pt. 3 (feat. Gemello e Mystic One)        | 57          |                    | QVC9                      |
| 2020                                                                                               | Trap emo RMX (feat. Achille Lauro)              | 49          |                    | QVC9                      |
| 2020                                                                                               | Outro in the Night                              | 39          |                    | QVC9                      |
| 2022                                                                                               | Adesso                                          | 31          | - ITA: Oro         | Eclissi                   |
| 2022                                                                                               | Ciao Baby                                       | 24          | - ITA: Platino     | Eclissi                   |
| 2022                                                                                               | Jorge Lorenzo (feat. ASAP Ferg)                 | 57          |                    | Eclissi                   |
| 2022                                                                                               | Top (feat. MadMan)                              | 34          |                    | Eclissi                   |
| 2022                                                                                               | Pornstar (feat. Sfera Ebbasta)                  | 18          | - ITA: Oro         | Eclissi                   |
| 2022                                                                                               | Rollin' Pt. 2                                   | 61          |                    | Eclissi                   |
| 2022                                                                                               | Silenzio                                        | 42          | - ITA: Oro         | Eclissi                   |
| 2022                                                                                               | K.O. (feat. Coez e Marracash)                   | 22          |                    | Eclissi                   |
| 2022                                                                                               | Quando sto con te                               | 67          |                    | Eclissi                   |
| 2022                                                                                               | Ogni volta (feat. Venerus)                      | 73          |                    | Eclissi                   |
| 2022                                                                                               | Qua con me                                      | 94          |                    | Eclissi                   |
| 2023                                                                                               | Without You (feat. Jay1)                        | 60          |                    | QVC 10                    |
| 2023                                                                                               | Jeffrey                                         | 43          |                    | QVC 10                    |
| 2023                                                                                               | Restiamo soli (feat. Fabri Fibra)               | 36          |                    | QVC 10                    |
| 2023                                                                                               | Vibes                                           | 70          |                    | QVC 10                    |
| 2023                                                                                               | Goal (feat. MadMan)                             | 37          |                    | QVC 10                    |
| 2023                                                                                               | Met gala (feat. MV Killa e Yung Snapp)          | 83          |                    | QVC 10                    |
| 2023                                                                                               | Persi (feat. Ketama126)                         | 88          |                    | QVC 10                    |
| 2023                                                                                               | La merce più buona (feat. Emis Killa e Guè)     | 48          |                    | QVC 10                    |
| 2023                                                                                               | Il salto (feat. Massimo Pericolo)               | 44          |                    | QVC 10                    |
| 2023                                                                                               | Ballon d'Or (feat. Nayt)                        | 11          | - ITA: Oro         | QVC 10                    |
| 2023                                                                                               | La ballata del dubbio pt. 4 - Final Act         | 55          |                    | QVC 10                    |
| 2023                                                                                               | La Bibbia (feat. Jake La Furia)                 | 91          |                    | QVC 10                    |
| 2023                                                                                               | Liscio (feat. Vegas Jones)                      | 95          |                    | QVC 10                    |
| 2023                                                                                               | Non ti vedo più                                 | 98          |                    | QVC 10                    |
| "—" indica una pubblicazione che non si è classificata o che non è stata pubblicata in quel Paese. |                                                 |             |                    |                           |

## Collaborazioni
| Anno | Titolo                         | Artista | Album di provenienza                                   |
| ---- | ------------------------------ | --- | ------------------------------------------------------ |
| 2003 | Shine                          | BSE feat. Redix, D-Skills & Gemitaiz | Non solo Roma                                          |
| 2003 | Non solo roma                  | BRoY & MuKo feat. Gemitaiz | Non solo Roma                                          |
| 2003 | Cos'è                          | Il Tre feat. Gemitaiz | Non solo Roma                                          |
| 2007 | Tu nun sai                     | Gemitaiz & Canesecco feat. Dskills | Illegal Bizness Vol. 1                                 |
| 2008 | Fino a tardi (Remix)           | MadMan feat. Esse-P, Canesecco, Gemitaiz & Jimmy | RIP                                                    |
| 2008 | Non ci frega                   | Jesto feat. Hyst & Gemitaiz | Cenni di squilibrio                                    |
| 2008 | Parlo con te                   | Jimmy feat. Hyst & Gemitaiz | Il ritorno del liricista oscuro                        |
| 2008 | Dajè RMX                       | Jesto feat. Jimmy, Sagaersecco, Hyst, Vinz, Canesecco, Gemitaiz & Etto                                                                               | Segni di squilibrio Mixtape                            |
| 2008 | Datte na pizza                 | Etto feat. Gemitaiz | Southern Europe Mixtape                                |
| 2009 | Come noi                       | Jesto & 3D feat. Gemitaiz | È la crisi! Mixtape                                    |
| 2009 | Ce vai sotto                   | Jesto & 3D feat. Gemitaiz & Canesecco | È la crisi! Mixtape                                    |
| 2009 | Canta che ti passa             | Pattada feat. Gemitaiz & Mr. Cioni | Patta Party                                            |
| 2009 | Tu che scegli                  | Canesecco feat. Gemitaiz | Senza collare 2009                                     |
| 2009 | Come no                        | Canesecco feat. Gemitaiz | Senza collare 2009                                     |
| 2009 | Problemi                       | Canesecco feat. Gemitaiz | Senza collare 2009                                     |
| 2009 | Il Vero                        | Canesecco feat. Gemitaiz, Gose & Shinobi | Senza collare 2009                                     |
| 2009 | Rollercoaster RMX              | MadMan feat. Gemitaiz & TempoXso | /                                                      |
| 2009 | Luci basse                     | Profeta Matto & Krono feat. Gemitaiz | Chiesa del crunk - Amen Mixtape                        |
| 2009 | Sognarceli                     | Profeta Matto & Krono feat. Gemitaiz & Canesecco | Chiesa del crunk - Amen Mixtape                        |
| 2009 | Girando                        | DMC feat. Gemitaiz & Cansecco | Io Mixtape                                             |
| 2009 | N'do cazzo vai                 | Etto feat. Jimmy, Gemitaiz & Canesecco | Non mi fermano EP                                      |
| 2009 | Bla bla bla                    | Diluvio feat. Gemitaiz & Canesecco | La gente parla Mixtape                                 |
| 2010 | Avanti così                    | 3D feat. Gemitaiz | Black Jack                                             |
| 2010 | Mi va a puttane il cervello    | MadMan feat. Gemitaiz | Escape from Heart                                      |
| 2010 | Questo è l'anno                | MadMan feat. SottoTorchio, Gemitaiz & TempoXso | Escape from Heart                                      |
| 2010 | 21 ore                         | CaneSecco & 3D feat. Gemitaiz, Jesto, Gose & Diluvio                                                                                                 | 21 ore ancora più estreme                              |
| 2010 | Ah ah                          | Unfamily feat. Gemitaiz | Unfamilyxtape                                          |
| 2010 | Per voi                        | Killa Cali & DJ Harsh feat. Gemitaiz | Militanza Mixtape vol. 2                               |
| 2010 | Brazi Anthem Remix             | Uzi Junker Feat. Rayden, Killa Cali, Gemitaiz, MadMan, Coliche & Ibo Montecarlo                                                                      | Tempo di splendere                                     |
| 2010 | Fare il rap                    | Lucci feat. Gemitaiz & Canesecco | The Secret Mixtape Vol. 2                              |
| 2010 | Open Your Eyes                 | Gose feat. Gemitaiz | Tutte cose                                             |
| 2010 | Hallelujah                     | Jesto feat. Gemitaiz & Maut | Il Jesto senso                                         |
| 2010 | Nulloso                        | Hyst feat. Gemitaiz & Canesecco | Alto                                                   |
| 2010 | Merda con il nos pt. 2         | Ibo Montecarlo feat. Gemitaiz & Arangino | CDC - The Family Street Album                          |
| 2010 | Comunque vada                  | Lil'Flame feat. Gemitaiz | UnderCover Mixtape                                     |
| 2010 | I Want My Time                 | Danny Beatz feat. Gemitaiz & Mike | Untitled Vol. 1                                        |
| 2010 | Io giro                        | J-Joe feat. Gemitaiz | Alzati e cammina                                       |
| 2010 | Perché lo faccio               | Imperia Legion feat. Gemitaiz & Canesecco | Il casino                                              |
| 2010 | Hallelujah                     | Maut feat. Gemitaiz & Jesto | Ritagli                                                |
| 2010 | Non ha prezzo                  | Dok & Gemitaiz | /                                                      |
| 2010 | Radio BB Special               | Gemitaiz & MadMan | /                                                      |
| 2011 | Nun ce la faccio più           | CaneSecco feat. Gemitaiz | Senza collare                                          |
| 2011 | Nun ce la fai pt. 2            | Gose feat. Canesecco & Gemitaiz | OverGose Mixtape Vol. 1                                |
| 2011 | Collasso                       | 3D feat. Gemitaiz | 21 Motivi                                              |
| 2011 | Fuori luogo                    | Don Joe & Shablo feat. Fedez, CaneSecco & Gemitaiz                                                                                                   | Thori & Rocce                                          |
| 2011 | Parli di rap?                  | Fedez feat. Gemitaiz | Il mio primo disco da venduto                          |
| 2011 | Tre fori nel cuore             | Coez feat. Gemitaiz | Fenomeno                                               |
| 2011 | Luna piena                     | Poeta Incazzato aka Lowlow feat. Gemitaiz | Metriche volume 1                                      |
| 2011 | Can't Fuck With                | Poeta Incazzato aka Lowlow feat. Gemitaiz & Killa Cali                                                                                               | Metriche volume 1                                      |
| 2011 | Fiero di me                    | Jack the Smoker feat. Gemitaiz & MadMan | Game Over Mixtape Vol. 1                               |
| 2011 | Il meglio che ho               | Jimmy & Gemitaiz | /                                                      |
| 2011 | Amsterdam                      | 3D & Canesecco feat. Gemitaiz | 21 ore troppo più estreme                              |
| 2011 | Consapevole                    | Lo Shinobi feat. Gemitaiz | Shuriken                                               |
| 2011 | Tutti a casa                   | BP feat. Gemitaiz & MadMan | BP's Way                                               |
| 2011 | Merda con il nos pt. 3         | Uzi Junkana feat. Gemitaiz, Arangino & Pakos | Lucabrasi vol. 2                                       |
| 2011 | So High Remix                  | Uzi Junkana feat. Gemitaiz, Canesecco & Jesto | Lucabrasi vol. 2                                       |
| 2011 | Dancehall                      | Krono feat. Gemitaiz | King of A.C.                                           |
| 2011 | Capi metrici                   | Coliche MDT & Los Amigos feat. Uzi Junker, Gemitaiz, MadMan & Dj Yodha                                                                               | Manghi & papaye                                        |
| 2011 | Xtremi                         | Amir feat. Gemitaiz & Canesecco | Radio inossidabile Vol.2                               |
| 2011 | Money Must Be Funny            | Ibo Montecarlo feat. MadMan & Gemitaiz | I.M.                                                   |
| 2011 | Apolitico RMX                  | Mister Vee feat. Gemitaiz & Canesecco | /                                                      |
| 2011 | Fumo                           | Daxel feat. Dom, Veck V & Gemitaiz | AlterEgo Mixtape                                       |
| 2011 | Non è colpa mia                | Epock%Zeta & Gemitaiz | /                                                      |
| 2012 | Oh Signore!                    | Gué Pequeno feat. Gemitaiz | Fastlife Mixtape Vol. 3                                |
| 2012 | King's Supreme                 | El Raton, Ensi, Salmo, Enigma, Bassi Maestro, Rocco Hunt, Gemitaiz, Denny the Cool                                                                   | Machete Mixtape                                        |
| 2012 | A me no                        | Brokenspeakers feat. Gemitaiz & CaneSecco | Fino al collo                                          |
| 2012 | Domani                         | Baby K feat. Gemitaiz | Lezioni di volo                                        |
| 2012 | I mostri (Remix)               | Primo & Ibbanez feat. Gemitaiz, MadMan, Nicco dei Brokenspeakers Tormento, Joice, Grandi Numeri, Briga, Ill Grosso, Roc Birken Dasly, Santiago, Nayt | Fin da bambino                                         |
| 2012 | Mario Monti RMX                | CaneSecco feat. Killa Cali, MadMan, Gemitaiz, Pakos & Green Peeps                                                                                    | Senza collare 2012                                     |
| 2012 | Malapoetry XXI                 | Enigma, Lowlow, Gemitaiz & Denny the Cool | Machete Mixtape Vol II                                 |
| 2012 | Police Brutality               | Gose feat. Primo, Gemitaiz & Canesecco | Che fatica                                             |
| 2012 | South                          | Mr. Cioni feat. Canesecco & Gemitaiz | Me – La strada mi chiama                               |
| 2012 | Monster Track                  | Jesto & 3D feat. Nayt, Sercho, Lowlow, J, Baby K, Pordinero, CaneSecco, Jimmy, Pattada, Pinto & Gemitaiz                                             | Freestyle Life                                         |
| 2012 | Rimaniamo amici                | Jesto feat. Gemitaiz | Duemilanonsocosa mixtape                               |
| 2012 | Me stesso                      | DJ Pitch8 feat. Rocco Hunt & Gemitaiz | Push the Best Mixtape Vol. 1                           |
| 2012 | A me no                        | BrokenSpeakers feat. Gemitaiz & Canesecco | Fino al collo                                          |
| 2012 | Sto una favola                 | Briga feat. Coez & Gemitaiz | Alcune sere                                            |
| 2012 | Notturno                       | Cianuro feat. Gemitaiz | Bestie vol. 2                                          |
| 2012 | Continuo a sperare per te      | Diluvio feat. Gemitaiz & Canesecco | Odiato & dannato, vol. 2                               |
| 2012 | Quelli come me                 | HD CREW feat. Gemitaiz | Ridiamoci sopra                                        |
| 2012 | Per definizione                | Strage feat. Gemitaiz & DJ Ghetto | Raw Poetry EP                                          |
| 2012 | Alza i bassi                   | Intiman feat. Gemitaiz | Rap Step Vol. 1                                        |
| 2012 | Nato pronto                    | Corrado & Geeno feat. Gemitaiz, Luchè & MadMan | Doveva andare così EP                                  |
| 2012 | Quest' è l'italia              | Mr. Chinasky feat. Gemitaiz | Altalenante                                            |
| 2012 | Come si fa                     | Promo Aka L'inverso feat. Gemitaiz | Ora o mai più                                          |
| 2012 | Datte un tono                  | Johnny Roy feat. Gemitaiz | Roma North Mixtape                                     |
| 2012 | L'amandria                     | Tdc21 feat. Maut, Coez & Gemitaiz | C.F.T.B. Mixtape                                       |
| 2013 | Ghetto Guetta                  | Crookers feat. Gemitaiz & MadMan | Ghetto Guetta EP                                       |
| 2013 | Più su                         | Uzi Junker feat. Gemitaiz & Lou Jazzena | Amore e rabbia                                         |
| 2013 | Killer Game                    | Salmo feat. Gemitaiz & MadMan | Midnite                                                |
| 2013 | Honiro Monster Track           | Lowlow & Sercho feat. Gemitaiz, Briga, J & MadMan | Per sempre                                             |
| 2013 | Guarda in cielo                | Bassi Maestro feat. Jack the Smoker & Gemitaiz | Guarda in cielo                                        |
| 2013 | Al massimo                     | 3D feat. Gemitaiz & Nayt | Top                                                    |
| 2013 | NLS                            | MadMan feat. Gemitaiz & Luchè | MM Vol. 1                                              |
| 2013 | Insomnia                       | Fritz da Cat feat. Gemitaiz | Fritz                                                  |
| 2013 | Teddy Boy (Remix)              | Jake La Furia feat. Gemitaiz & MadMan | Musica commerciale (Deluxe Edition)                    |
| 2013 | Quanto tempo                   | Luca J feat. Gemitaiz & Primo | Autodistruzione                                        |
| 2013 | Capocannonieri                 | Killa Cali feat. Gemitaiz, MadMan & Uzi Junker | Ottobre                                                |
| 2013 | Supernova                      | Lowlow & Sercho feat. Gemitaiz | Socia Mixtape                                          |
| 2013 | Buon N*****                    | Salmo, Gemitaiz & MadMan | /                                                      |
| 2013 | Appendi il microfono al chiodo | Nazo feat. Gemitaiz | Realness                                               |
| 2013 | Anni di merda                  | Killa Cali feat. Gemitaiz | Nessuno mai                                            |
| 2013 | Fanculo a ciò che succede      | Uzi Junkana feat. Gemitaiz | Underrated                                             |
| 2013 | Collasso Remix                 | Nox & 3D feat. Gemitaiz | 3D Instrumentalz Job Vol. 2                            |
| 2013 | May Day                        | Nayt feat. Gemitaiz | Shitty Life Mixtape                                    |
| 2013 | Disagio a castello             | Stevie Lametti feat. Gemitaiz | CVDM Mixtape                                           |
| 2014 | Disattivazione                 | DJ Gengis feat. Gemitaiz | Rome Sweet Home                                        |
| 2014 | Albe nere                      | Deleterio feat. Gemitaiz & MadMan | Dadaismo                                               |
| 2014 | Nessuno                        | Achille Lauro feat. Gemitaiz | Achille Idol immortale                                 |
| 2014 | La mia storia                  | Sercho feat. Gemitaiz | Ser Travis - 3Vis Mixtape Vol. I                       |
| 2014 | The Show                       | Rocco Hunt feat. Gemitaiz, MadMan & Nitro | 'A verità                                              |
| 2014 | Cioccolata Freestyle           | Maruego feat. Gemitaiz & MadMan | /                                                      |
| 2014 | Battle Royale                  | MadMan, Nitro, Rocco Hunt, Salmo, Bassi Maestro, El Raton, Enigma, Noyz Narcos Rasty Kilo, Gemitaiz, Jack the Smoker, Yazee                          | Machete Mixtape III                                    |
| 2014 | La testa gira                  | The Night Skinny feat. Jack the Smoker, Clementino, Gemitaiz & Nitro                                                                                 | Zero Kills                                             |
| 2014 | Hit Makers                     | Rise BeatBox feat. Nayt, Gemitaiz, Fred De Palma | L'ultimo dei sensi                                     |
| 2015 | Falla e si va                  | Rasty Kilo feat. Gemitaiz | Favelas                                                |
| 2015 | Non me ne frega un cazzo       | Fabri Fibra feat. Gemitaiz & MadMan | Squallor                                               |
| 2015 | Electro Cage                   | Clementino feat. Gemitaiz & MadMan | Miracolo! (Deluxe Edition)                             |
| 2015 | Saluta i King (Remix)          | Club Dogo feat. Gemitaiz & MadMan | Non siamo più quelli di Mi fist - The Complete Edition |
| 2015 | Non ci rimango                 | DJ Slait feat. Gemitaiz | BV Vol. II                                             |
| 2015 | Ghetto Dance                   | Achille Lauro feat. Gemitaiz | Dio c'è                                                |
| 2015 | 10 comandamenti                | Emis Killa feat. Gemitaiz & MadMan | Keta Music Vol. 2                                      |
| 2015 | Tutta la notte                 | Sercho feat. Gemitaiz | Radio Zero                                             |
| 2015 | Tutto in un giorno             | MadMan feat. Gemitaiz | Doppelganger                                           |
| 2015 | Succo di papaya                | Kill Mauri feat. Gemitaiz | Nato per vincere                                       |
| 2016 | Smoke Weeda                    | Mr. Cioni feat. Gemitaiz | 8055                                                   |
| 2016 | Granata                        | Mondo Marcio feat. Gemitaiz | La freschezza del Marcio                               |
| 2016 | Ali Baba                       | Saint feat. Gemitaiz | Litanie                                                |
| 2016 | Grazie a me                    | Jack the Smoker feat. Gemitaiz & MadMan | Jack uccide                                            |
| 2016 | Unpodi Remix                   | Caneda feat. Gemitaiz | /                                                      |
| 2016 | Già lo so                      | DJ 2P feat. Gemitaiz & MadMan | Inferno 9                                              |
| 2016 | Ema                            | Katerfrancers feat. Gemitaiz | Profumo                                                |
| 2016 | Senza di te                    | Chicoria feat. Gemitaiz & Vins | Lettere                                                |
| 2016 | L'ultima volta                 | Ntò feat. Gemitaiz & Rischio | Col sangue                                             |
| 2016 | River Phoenix                  | Enigma feat. Gemitaiz | Indaco                                                 |
| 2016 | Non chiederlo a me             | Briga feat. Gemitaiz | Talento                                                |
| 2016 | Tom's Corner                   | Ema Stokholma feat. Gemitaiz | /                                                      |
| 2016 | Veleno pt. 6                   | MadMan feat. Gemitaiz | MM volume 2 Mixtape                                    |
| 2016 | Ulalala                        | Achille Lauro feat. Gemitaiz | Ragazzi madre                                          |
| 2016 | Occhi su di te                 | Jamil feat. Gemitaiz | Black Book 2                                           |
| 2017 | All Day                        | Kill Mauri feat. Gemitaiz | Buonanotte Giacomino vol. 5                            |
| 2017 | Solo un altro inverno          | Bassi Maestro feat. Gemitaiz | Mia maestà                                             |
| 2017 | Autovelox                      | Nayt feat. Gemitaiz | Raptus 2                                               |
| 2017 | 4:20                           | Ensi feat. Gemitaiz & MadMan | V                                                      |
| 2017 | E si e vai                     | Sercho feat. Gemitaiz | Temporale                                              |
| 2018 | Hollywood                      | Madman feat. Gemitaiz | Back Home                                              |
| 2018 | Banditi                        | Caneda feat. Gemitaiz | /                                                      |
| 2018 | Brillo                         | Vegas Jones feat. MadMan & Gemitaiz | Bellaria                                               |
| 2018 | Fucked Up                      | Pedar Poy feat. Gemitaiz & DJ 2P | Mors tua vita yea                                      |
| 2018 | Malibu                         | Carl Brave feat. Gemitaiz | Notti brave                                            |
| 2018 | Purple Rain                    | Achille Lauro feat. Gemitaiz | Pour l'amour                                           |
| 2018 | Digneiro                       | Izé Teixeira feat. Gemitaiz | Somada                                                 |
| 2018 | Maracaibo, Maracanã            | Sebastian feat. Gemitaiz & 3D | /                                                      |
| 2018 | El Paso                        | Rischio feat. Clementino, Terron Fabio & Gemitaiz | /                                                      |
| 2018 | Claro                          | Emis Killa feat. Vegas Jones & Gemitaiz | Supereroe                                              |
| 2018 | Una rima una jam               | Cor Veleno feat. Coez & Gemitaiz | Lo spirito che suona                                   |
| 2018 | Vibe                           | Baby K feat. Vegas Jones & Gemitaiz | Icona                                                  |
| 2019 | Botox RMX                      | Myss Keta feat. Gemitaiz | Paprika                                                |
| 2019 | Stanotte                       | Gemello feat. Gemitaiz | Untitled                                               |
| 2019 | Alleluia                       | Clementino feat. Gemitaiz | Tarantelle                                             |
| 2019 | Sul serio                      | Nerone feat. Gemitaiz | Gemini                                                 |
| 2019 | Scooby Doo Gang                | Dope D.O.D. feat. Gemitaiz | /                                                      |
| 2019 | Vice City                      | Lele Blade feat. Gemitaiz | Vice City                                              |
| 2019 | Mammastomale                   | Gemitaiz, Izi & Salmo | Machete Mixtape 4                                      |
| 2019 | Bingo                          | Enzo Dong feat. Gemitaiz | Dio perdona io no                                      |
| 2019 | Pers0na2                       | Tha Supreme feat. Gemitaiz & MadMan | 23 6451                                                |
| 2019 | Perfezione                     | Subsonica feat. Gemitaiz | Microchip temporale                                    |
| 2020 | Rap Shit                       | Nitro feat. Tha Supreme & Gemitaiz | GarbAge                                                |
| 2020 | Sposerò un albero              | Francesca Michielin feat. Gemitaiz | Feat (stato di natura)                                 |
| 2020 | Bando RMX                      | Anna feat. Gemitaiz & MadMan | /                                                      |
| 2020 | Freddy Friendly                | Dani Faiv feat. Gemitaiz | Scusate se esistiamo                                   |
| 2020 | Rap City                       | Tedua feat. Gemitaiz & MadMan | Vita vera mixtape: aspettando la Divina Commedia       |
| 2020 | Limbo                          | Lazza feat. Gemitaiz | J                                                      |
| 2020 | Scat Men                       | Achille Lauro feat. Gemitaiz & Ghali | 1990                                                   |
| 2020 | Foto                           | Izi feat. Gemitaiz & MadMan | Riot                                                   |
| 2020 | Bvlgari Black Swing            | Achille Lauro feat. Gemitaiz & Izi | 1920 - Achille Lauro & The Untouchable Band            |
| 2021 | Dal tramonto all'alba          | Mace feat. Venerus & Gemitaiz | OBE                                                    |
| 2021 | Candyman                       | Mace feat. Gemitaiz | OBE                                                    |
| 2021 | Buyo                           | Venerus feat. Gemitaiz | Magica musica                                          |
| 2021 | Champagne 4 the Pain           | Gué Pequeno feat. Gemitaiz & Noyz Narcos | Fastlife 4                                             |
| 2021 | 100 anni RMX                   | Speranza feat. Gemitaiz & MadMan | L'ultimo a morire (Deluxe)                             |
| 2021 | Luthor                         | Enigma feat. Gemitaiz | Totem (Ultimate Edition)                               |
| 2021 | Jam Session                    | Emis Killa feat. Gemitaiz | Keta Music Vol. 3                                      |
| 2021 | Brutto esempio                 | Carl Brave feat. Gemitaiz | Sotto cassa                                            |
| 2021 | Marina                         | Gaia feat. Gemitaiz | Alma                                                   |
| 2021 | Opss                           | Nayt feat. Gemitaiz & Mattak | Doom                                                   |
| 2021 | Veleno 8                       | MadMan feat. Gemitaiz | MM vol. 4                                              |
| 2021 | Sesso e droga                  | Coez feat. Guè e Gemitaiz | Volare                                                 |
| 2021 | Ready Battle Fight             | 2nd Roof feat. Gemitaiz e Arlissa | Rooftop mixtape 1                                      |
| 2022 | Già l'ho vista                 | Gianni Bismark feat. Gemitaiz | Bravi ragazzi                                          |
| 2022 | Weed, soldi, sesso             | Dani Faiv feat. Gemitaiz | Faiv                                                   |
| 2022 | Magico                         | Mondo Marcio feat. Gemitaiz | Magico                                                 |
| 2022 | Kim Jong                       | Deda feat. Emis Killa, Jake La Furia e Gemitaiz | House Party                                            |
| 2022 | Detox                          | Inoki e DJ Shocca feat. Gemitaiz | 4 mani                                                 |
| 2022 | Occhi coltello                 | Sick Luke feat. Lil Kvneki, Gemitaiz, Giorgio Poi e Massimo Pericolo                                                                                 | X2 Deluxe                                              |
| 2023 | Ogni chance che hai            | Giorgia feat. Gemitaiz | Blu                                                    |
| 2023 | Sto chin                       | MV Killa feat. MadMan e Gemitaiz | Fede                                                   |
| 2023 | Sembrava impossibile           | DJ Shocca feat. Sottotono, Sissi e Gemitaiz | Sacrosanto                                             |
| 2023 | Six Pack                       | Ensi e Nerone feat. Nitro, Fabri Fibra, Jake La Furia e Gemitaiz                                                                                     | Brava gente                                            |
| 2023 | Fragile                        | Vegas Jones feat. Gemitaiz | Jones                                                  |
| 2023 | Joe Pesci & De Niro            | Emis Killa feat. Gemitaiz | Effetto notte (l'alba)                                 |
| 2024 | Piove forte                    | Stabber feat. Gemitaiz, Angelina Mango e Yung Snapp                                                                                                  | Trueno                                                 |
| 2024 | Viaggio contro la paura        | Mace feat. Joan Thiele e Gemitaiz | Māyā                                                   |
| 2024 | Meteore                        | Mace feat. Gemitaiz, Izi e Centomilacarie | Māyā                                                   |
| 2024 | Don't Push Me                  | Jack the Smoker feat. Gemitaiz | Sedicinoni                                             |
| 2024 | 69                             | 3D feat. Gemitaiz | Empirìa                                                |
| 2024 | Huracàn                        | Baby Gang feat. Gemitaiz e MadMan | L'angelo del male                                      |
| 2024 | Non mi passa                   | Salmo e Noyz Narcos feat. Gemitaiz | Cult - Hellraisers                                     |
| 2024 | Utopia                         | MadMan feat. Gemitaiz | Lonewolf                                               |
| 2025 | Idiocracy                      | Mezzosangue feat. Gemitaiz | Viscerale                                              |
| 2025 | Miraggio                       | Neffa feat. Joan Thiele e Gemitaiz | Canerandagio parte 1                                   |
| 2025 | Big Show                       | Nerone feat. Ensi e Gemitaiz | Penkiller                                              |
| 2025 | Notte blu II                   | DJ Shocca feat. Ernia, Frank Siciliano e Gemitaiz | 60 Hz II                                               |

## Videografia

### Video musicali
| Anno | Titolo                              | Regista/i Ha anche fatto il video ufficiale di è morto, di haterproof ed altri |
| ---- | ----------------------------------- | ------------------------------------------------------------------------------ |
| 2012 | Detto, fatto.                       | Mirko De Angelis                                                               |
| 2013 | Non cambio mai                      | Niccolò Celaia                                                                 |
| 2013 | Fuori di qua (Out of My Way, Pt. 2) | YouNuts!                                                                       |
| 2013 | Quando mai                          | Andrea Folino                                                                  |
| 2013 | Pistorius                           | Manuel Marini                                                                  |
| 2013 | Intro QVC 4                         | Antonio Chiricò                                                                |
| 2013 | K-Hole                              | YouNuts!                                                                       |
| 2014 | Non se ne parla                     | Jacopo Rondinelli                                                              |
| 2014 | Haterproof 2                        | Jacopo Rondinelli                                                              |
| 2014 | Instagrammo                         | Jacopo Rondinelli                                                              |
| 2014 | Blue Sky                            | Antonio Chicirò                                                                |
| 2014 | Black Mirror                        | YouNuts!                                                                       |
| 2014 | Rap Doom                            | Antonio Chicirò                                                                |
| 2015 | Bene                                | Fabrizio Conte                                                                 |
| 2015 | Scusa                               | YouNuts!                                                                       |
| 2016 | Forte                               | Fabrizio Conte                                                                 |
| 2016 | Nonostante tutto                    | Fabrizio Conte                                                                 |
| 2016 | Il primo                            | YouNuts!                                                                       |
| 2016 | Coma                                | YouNuts!                                                                       |
| 2017 | Essere vero (Live)                  | Manuel Marini                                                                  |
| 2018 | Oro e argento                       | Martina Pastori                                                                |
| 2018 | Fuori                               | YouNuts!                                                                       |
| 2018 | Davide                              | YouNuts!                                                                       |
| 2019 | Keanu Reeves                        | Manuel Marini                                                                  |
| 2019 | Chiamate perse                      | Fabrizio Conte                                                                 |
| 2019 | Senza di me                         | Fabrizio Conte                                                                 |
| 2020 | Bianco/Gospel                       | Manuel Marini                                                                  |
| 2020 | QVC9                                | Lorenzo Ambrogio, Alessandro Mancini                                           |
| 2021 | Mondo di fango                      | YouNuts!                                                                       |
| 2022 | Eclissi                             | Manuel Marini                                                                  |